# کنستانتین بزرگ و یهودیت
کنستانتین بزرگ و یهودیت (انگلیسی: Constantine the Great and Judaism) در زمان کنستانتین بزرگ روحانیون یهودی از معافیت‌های مشابه روحانیون مسیحی برخوردار شدند. با این حال کنستانتین از جدا شدن تاریخ عید پاک از عید فصح یهودی یا پسح (نگاه کنید به چهارده‌گرایی) حمایت کرد و در نامه خود پس از اولین شورای نیقیه (که دارای آن بود که قبلاً این موضوع را تصمیم گرفته‌است) اظهار داشت:
"... این امر ناشایست به نظر می‌رسد که در جشن این عید مقدس ما باید از رویهٔه یهودیانی پیروی کنیم که دستان خود را با بی‌رحمی به گناهی عظیم آلوده کرده‌اند و به همین دلیل سزاوار به کوری روح شدند. پس بیایید با جمعیت نفرت‌انگیز یهود هیچ وجه اشتراکی نداشته باشیم، زیرا از ناجی خود، روش دیگری دریافت کرده‌ایم.»
تئودورت در تاریخ کلیسایی نوشته‌است: "نامهٔ امپراتور کنستانتین، در مورد مسائل مورد معامله در شورا، خطاب به اسقف‌هایی که در آن حضور نداشتند:
 «در وهله اول، پیروی از رسوم یهودیان در جشن این عید مقدس ناروا اعلام شد، زیرا چون دست آنها به جنایت آلوده شده‌است، ذهن این مردان بدبخت ناگزیر کور شده‌است. .. پس بیایید با یهودیان که دشمنان ما هستند هیچ وجه اشتراکی نداشته باشیم … بیایید … با مطالعه از هرگونه تماس با آن راه شیطانی اجتناب کنیم … زیرا آنها چگونه می‌توانند در مورد هر نقطه نظر درستی داشته باشند. که پس از احاطه بر مرگ خداوند، در حالی که از ذهن خود خارج شده‌اند، نه با عقل متقن، بلکه با شوری بی بند و بار هدایت می‌شوند، هر کجا که جنون ذاتی آنها را به همراه دارد… مبادا فکرهای پاک شما شریک آداب و رسوم باشد. از مردمی که به شدت فاسد شده‌اند… بنابراین، این بی نظمی باید اصلاح شود تا دیگر هیچ وجه اشتراکی با آن جنایتکاران و قاتلان پروردگارمان نداشته باشیم… نه نکته مشترک با سوگند دروغ یهودیان. کتاب ۱ فصل ۹ </ref>

## قانون ضد یهود
او در سال 329 پس از میلاد قوانینی را صادر کرد که یهودیان را از داشتن بردگان مسیحی منع کرد، ازدواج های بین دو دین را ممنوع کرد و مسیحیان را با تبدیل شدن به یهودیت با مرگ مجازات کرد.